# Amphiblestrum frigidum
Amphiblestrum frigidum är en mossdjursart som beskrevs av Rosso 2002. Amphiblestrum frigidum ingår i släktet Amphiblestrum och familjen Calloporidae. Inga underarter finns listade i Catalogue of Life.